# Sphaerium stuhlmanni
Sphaerium stuhlmanni е вид мида от семейство Sphaeriidae.

## Разпространение
Видът е разпространен в Кения, Танзания и Уганда.